# Eardwulf van Kent
Eardwulf  was van 748 tot 765 medekoning van het Angelsaksische koninkrijk Kent. Hij behoorde tot de Oiscingas-dynastie.

## Context
Na de dood van koning Wihtred in 725 werd het koninkrijk Kent verdeeld onder zijn twee zonen Eadbert I van Kent en Æthelberht II van Kent. Toen zijn vader Eadbert I in 748 stierf, erfde Eardwulf het westelijk deel van het koninkrijk. Tot 762 regeerde hij samen met zijn oom Æthelberht II. Na de dood van Æthelberht II viel koning Offa van het Koninkrijk Mercia, Oost-Kent binnen. Eardwulf kon zich staande houden en werd waarschijnlijk opgevolgd door zijn zoon Ecgbert II.
Zijn naam komt voor in twee charters.